# Starorobociańska Przełęcz
Starorobociańska Przełęcz (słow. Račkovo sedlo) – przez Słowaków nazywana Raczkową Przełęczą – przełęcz w Tatrach Zachodnich, leżąca na wysokości 1975 m n.p.m. w grani głównej Tatr pomiędzy Starorobociańskim Wierchem (2176 m) a Kończystym Wierchem (2002 m). Biegnie przez nią granica polsko-słowacka. Przełęcz znajduje się w grani z długim rowem grzbietowym pośrodku. Od południowej, słowackiej strony zbocze opada łagodnie do Doliny Zadniej Raczkowej z widocznymi niedaleko pod przełęczą Raczkowymi Stawami. Od północnej, polskiej strony zbocze podcięte jest bardziej urwistymi ścianami. Rejon przełęczy zbudowany ze skał krystalicznych i porośnięty niską murawą z bliźniczką psią trawką i sitem skuciną, którego rudziejące pędy zabarwiają stoki na czerwonawy kolor.
Słowacka nazwa przełęczy to Račkovo sedlo, co powoduje problemy z nazewnictwem w tym rejonie Tatr. Po polsku Raczkową Przełęczą dawniej nazywano pobliskie przełęcze: Gaborową Przełęcz i Liliowy Karb. Dzięki wprowadzeniu nowych nazw obecnie sytuacja nie stwarza już kłopotów.

## Szlaki turystyczne
Skrzyżowanie szlaków turystycznych:
 – czerwony główną granią z Wołowca przez Łopatę, Kończysty Wierch, Starorobociańską Przełęcz i dalej na Starorobociański Wierch i przełęcz Liliowy Karb.
- Czas przejścia z Wołowca na Starorobociańską Przełęcz: 2:20 h, z powrotem 2:20 h
- Czas przejścia z przełęczy na Starorobociański Wierch: 40 min, ↓ 30 min

  – żółty (po słowackiej stronie) przez Dolinę Raczkową do Niżniej Łąki w Dolinie Wąskiej. Czas przejścia: 3:15 h, ↑ 4:20 h

## Przypisy

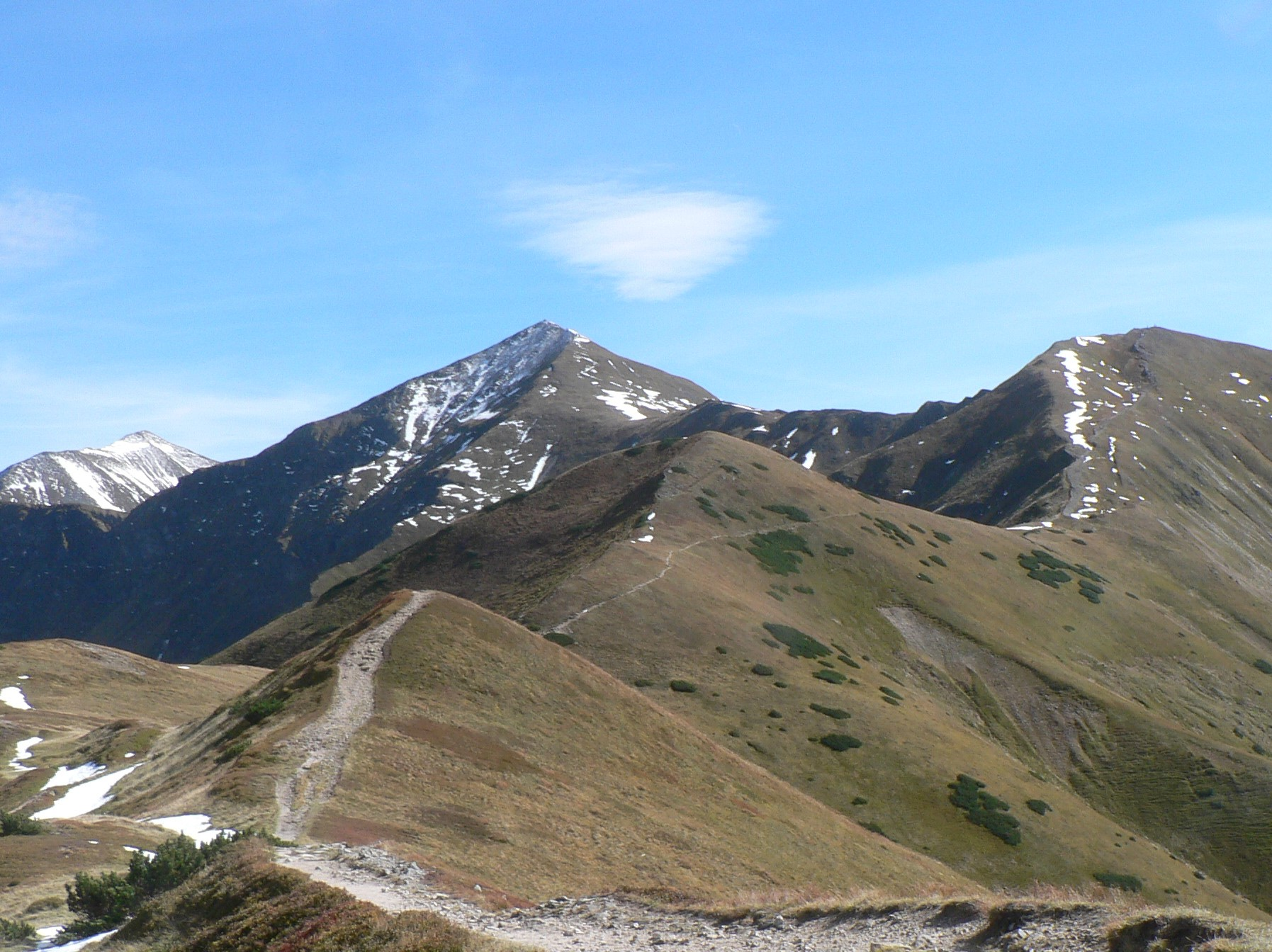
Starorobociański Wierch, Starorobociańska Przełęcz i Kończysty Wierch